# Grafika Lwów
Klub Sportowy Drukarzy Lwowskich Grafika Lwów – polski klub piłkarski z siedzibą w mieście Lwów, działający w latach 1925–1939.

## Historia
Klub Sportowy Grafika został założony we Lwowie na początku lat 20. XX wieku i reprezentował drukarzy lwowskich. W 1925 roku drużyna zadebiutowała w rozgrywkach Klasy C podokręgu Lwów Lwowskiego OZPN. W 1927 roku zespół walczył w Klasie, ale po roku znów występował w Klasie C, gdzie zwyciężył w grupie 2 podokręgu Lwów i wrócił do Klasy B. W 1934 została zorganizowana Liga Okręgowa, w związku z czym klub zakwalifikował się do rozgrywek w Klasie A. Jednak sam pobyt w Klasie A trwał zaledwie jeden sezon i w następnym sezonie drużyna ponownie grała na czwartym poziomie, zwanym Klasą B. Ale na skutek wybuchu II wojny światowej - we wrześniu 1939 roku działalność klubu została całkowicie zawieszona, a po zakończeniu II wojny światowej już nigdy nie reaktywowana, tak jak granicy Polski zostały przeniesione na zachód, co skutkowało tym, że Lwów znalazł się na terytorium ZSRR.

## Poszczególne sezony

### Rozgrywki krajowe
| \| Polska \| Bilans występów klubu w rozgrywkach piłkarskich Polski (Stan na 31 maja 2025 r.) \| \| |                                                                                  |        |       |   |   |   |    |    |     |                            |        |        |      |
| Poziom                                                                                              | Rozgrywki                                                                        | Sezony | Mecze | Z | R | P | B+ | B– | Pkt | Lata                       | Awanse | Spadki | Naj. |
| I                                                                                                   | Liga                                                                             | 0      |       |   |   |   |    |    |     |                            |        |        |      |
| II                                                                                                  | Klasa A / Liga Okręgowa                                                          | 0      |       |   |   |   |    |    |     |                            |        |        |      |
| III                                                                                                 | Klasa B / Klasa A                                                                | 7      |       |   |   |   |    |    |     | 1927, 1929–1934            | 0      | 2      | 2    |
| IV                                                                                                  | III liga / Klasa C / Klasa B                                                     | 8      |       |   |   |   |    |    |     | 1925–1926, 1928, 1935–1939 | 2      | 0      | 1    |
| | Puchar Polski                                                                    | 0      |       |   |   |   |    |    |     |                            |        |        |      |
| Polska                                                                                              | Bilans występów klubu w rozgrywkach piłkarskich Polski (Stan na 31 maja 2025 r.) |        |       |   |   |   |    |    |     |                            |        |        |      |

## Struktura klubu

### Stadion
Drużyna rozgrywała swoje mecze domowe we Lwowie na stadionie Pogoni Lwów lub na stadionie Czarnych Lwów na Bednarówce.